# Comuna Kameankî, Pidvolociîsk
Kameankî (în ucraineană Кам'янки) este o comună în raionul Pidvolociîsk, regiunea Ternopil, Ucraina, formată din satele Kameankî (reședința) și Movceanivka.

## Demografie
Componența lingvistică a comunei Kameankî
     Ucraineană (99,53%)
     Alte limbi (0,46%)
Conform recensământului din 2001, majoritatea populației comunei Kameankî era vorbitoare de ucraineană (99,53%), existând în minoritate și vorbitori de alte limbi.